# Плютей бархатистоножковый
Плюте́й бархатистоно́жковый, или пло́ский (Pluteus plautus) — гриб рода Плютей. В системе рода Плютей С. П. Вассера этот вид относится к секции Hispidoderma подрода Hispidocelluloderma, в системе Э. Веллинги к подсекции Hispidodermini секции Celluloderma. Несъедобен.

## Таксономия
Синонимы
- Agaricus plautus Weinm., 1836 basionym
- Pluteus granulatus Bres., 1881 — Плютей зернистый
- Pluteus pellitus var. gracilis Bres., 1885
- Pluteus gracilis (Bres.) J.E. Lange, 1936 — Плютей грациозный[3]
- Pluteus alborugosus Kühner & Romagn., 1953
- Pluteus depauperatus Romagn., 1956
- Pluteus boudieri P.D. Orton, 1960
- Pluteus dryophiloides P.D. Orton, 1969
- Pluteus punctipes P.D. Orton, 1960
- Pluteus hiatulus sensu auct.

Омонимы
- Pluteus plautus sensu Pearson, 1952 — синоним для Pluteus ephebeus (Fr.) Gill., 1876 — Плютей чешуйчатый

Объём вида принимается разными авторами неодинаково. Э. Веллинга в 1990 году описала Pluteus plautus sensu lato, в широком смысле вид представлен и на сайте Species Fungorum. Ряд исследователей некоторые синонимы, указанные Веллингой (P. boudieri, P. granulatus, P. depauperatus, P. dryophiloides, P. punctipes) принимают как названия самостоятельных достаточно хорошо ограниченных видов.

## Описание
Pluteus plautus sensu stricto
Шляпка диаметром 3—6 сантиметров, тонкомясистая, от полуокруглой или выпуклой до плоско-распростёртой формы, с небольшим бугорком. Край тонкий, волокнистый, у крупных шляпок отчётливо бороздчатый. Поверхность бархатистая, позже мелкочешуйчатая, морщинистая, янтарного, коричневого или песочно-бурого цвета, в центре более тёмная.
Пластинки свободные, широкие, частые, вначале белые, с возрастом становятся светло-розовыми с беловатым краем. Имеются пластиночки.
Ножка 2—6×(0,2)0,5—1 см, цилиндрическая, центральная, плотная, в основании расширенная. Поверхность беловатая, с бархатистым налётом или мелкими точечными орехово-бурыми чешуйками.
Мякоть шляпки беловатая или сероватая, в ножке буроватая, на срезе не изменяется, вкус не выражен, запах острый, неприятный, напоминает запах лепиоты гребенчатой (Lepiota cristata).
Остатки покрывал отсутствуют, споровый порошок розовый.
Споры гладкие, широкоэллипсоидные, эллипсоидные или яйцевидные, 6,5—9×6—7 мкм.
Гифы тонкостенные, без пряжек, в кожице шляпки состоят из клеток различной формы — цилиндрических, веретеновидных или булавовидных, 45—150×10—25 мкм, бесцветные или содержат желтовато-коричневый пигмент.
Базидии четырёхспоровые, размерами 20—30×7—10 мкм, булавовидные, бесцветные.
Хейлоцистиды размерами 28—70×12—38 мкм, изменчивой формы — булавовидные, мешковидные, пузыревидные или бутылковидные, тонкостенные, бесцветные. Плевроцистиды, 60—120×15—35 мкм, веретеновидные, булавовидные или бутылковидные, тонкостенные, бесцветные или содержат коричневатый пигмент, с апикулярным придатком до 15 мкм или без него.

### Разновидности
- Pluteus plautus var. terrestris Bres. с чёрно-бурой бархатистой шляпкой размером до 3 см, растёт на почве.[4][6]

## Сходные виды
- Плютей клубневой (Pluteus semibulbosus) (Веллингой и некоторыми другими авторами включается в синонимику Pluteus plautus) отличается микроскопическими признаками и произрастанием только в лиственных лесах.
- Авторы, признающие плютей зернистый (Pluteus granulatus) отдельным видом указывают следующие отличия: более светлая окраска шляпки и зернистый характер чешуек на ней, имеются отличия в микроскопических признаках, запах мякоти отсутствует, растёт в хвойных и лиственных лесах. 
Шляпка диаметром 2—7 см, колокольчатая, с возрастом выпукло-распростёртая, с бугорком, тонкомясистая, по краю полосатая. Поверхность желтовато-коричневатая или песочная, в центре с коричневыми или чёрно-коричневыми зернистыми чешуйками. Ножка 4—7×0,3—0,7 см, в основании до 1 см, беловатая, у основания коричневая, волокнистая, часто с мелкими коричневыми чешуйками. Мякоть беловатая, по краям плодового тела сероватая, без вкуса и запаха. Споры 7—8,6×6—7 мкм, широкоэллипсоидные или почти шаровидные. Клетки гиф в кожице шляпки веретеновидные или булавовидные, размерами 100—180×15—30 мкм. Хейлоцистиды 40—70×15—30 мкм. Плевроцистиды 60—80×15—25 мкм, бутылковидные. Встречается редко, в некоторых местностях обычен, растёт на остатках древесины или на почве у корней деревьев в августе — октябре. Известен в Европе, в России отмечен в Мурманской и Самарской областях.[4][5].
- Морфологически близкими видами к Pluteus granulatus указывают Pluteus depauperatus и Pluteus dryophiloides, растущие только в буковых лесах, они отличаются характером поверхности шляпки и микроскопическими признаками.

## Экология и распространение
Сапротроф на почве отмерших остатках древесины и на почве возле пней в хвойных и лиственных лесах. Авторы, рассматривающие вид Pluteus plautus в узком смысле указывают на произрастание его только в хвойных лесах. Известен в странах Европы от Британских островов до России (кроме Балкан и Пиренейского полуострова), в Азии — в Красноярском и Приморском крае России. В Европейской части России отмечен в Ленинградской, Ростовской и Самарской областях. Встречается редко, для некоторых регионов нередок.
Сезон: июль — октябрь.